# Distretti congressuali del Michigan

Distretti congressuali del Michigan

Lo stato del Michigan è diviso in 13 distretti congressuali, ognuno rappresentato da un rappresentante alla Camera dei rappresentanti degli Stati Uniti.
I distretti sono attualmente rappresentati al 119º Congresso degli Stati Uniti d'America da 7 repubblicani e da 6 democratici.

## Distretti e rispettivi rappresentanti
| Distretto | Rappresentante         | Partito      | CPVI | In carica dal  | Mappa del distretto |
| --------- | ---------------------- | ------------ | ---- | -------------- | ------------------- |
| 1°        | Jack Bergman           | Repubblicano | R+11 | 3 gennaio 2017 |                     |
| 2°        | John Moolenaar         | Repubblicano | R+15 | 3 gennaio 2015 |                     |
| 3°        | Hillary Scholten       | Democratico  | D+4  | 3 gennaio 2023 |                     |
| 4°        | Bill Huizenga          | Repubblicano | R+3  | 3 gennaio 2015 |                     |
| 5°        | Tim Walberg            | Repubblicano | R+13 | 3 gennaio 2011 |                     |
| 6°        | Debbie Dingell         | Democratico  | D+12 | 3 gennaio 2015 |                     |
| 7°        | Tom Barrett            | Repubblicano | EVEN | 3 gennaio 2025 |                     |
| 8°        | Kristen McDonald Rivet | Democratico  | R+1  | 3 gennaio 2025 |                     |
| 9°        | Lisa McClain           | Repubblicano | R+16 | 3 gennaio 2021 |                     |
| 10°       | John James             | Repubblicano | R+3  | 3 gennaio 2023 |                     |
| 11°       | Haley Stevens          | Democratico  | D+9  | 3 gennaio 2019 |                     |
| 12°       | Rashida Tlaib          | Democratico  | D+21 | 3 gennaio 2019 |                     |
| 13°       | Shri Thanedar          | Democratico  | D+22 | 3 gennaio 2023 |                     |

## Cronologia delle configurazioni
Le tabelle riportano le mappe dei confini dei distretti congressuali dello stato del Michigan, presentati in maniera cronologica. Vengono mostrati tutti i cicli di modifica periodica dei distretti dal 1973 ad oggi.
| Anno      | Cartina dello stato                                         |
| --------- | ----------------------------------------------------------- |
| 1973–1982 |                                                             |
| 1983–1992 |                                                             |
| 1993–2002 | Nota: errore sul 6 arancione, si riferisce al distretto 13. |
| 2003–2013 |                                                             |
| 2013–2023 |                                                             |
| Dal 2023  |                                                             |

## Distretti obsoleti
- Distretto congressuale at-large del Michigan
- 15º Distretto congressuale del Michigan
- 16º Distretto congressuale del Michigan
- 17º Distretto congressuale del Michigan
- 18º Distretto congressuale del Michigan
- 19º Distretto congressuale del Michigan